# Schefflera wardii
Schefflera wardii là một loài thực vật có hoa trong Họ Cuồng cuồng. Loài này được C.Marquand & Airy Shaw miêu tả khoa học đầu tiên năm 1929.